# Мясоедов, Николай Николаевич
Никола́й Никола́евич Мясое́дов (18 [30] декабря 1839, Саратовская губерния — 28 сентября [11 октября] 1908, Санкт-Петербург) — русский судебный деятель; сенатор, первоприсутствующий в Гражданском кассационном департаменте Сената. Действительный тайный советник.

## Биография
Родился 18 (30) декабря 1839 года в семье потомственных дворян Мясоедовых в селе Подъячевка Сердобского уезда Саратовской губернии.
Высшее образование получил на юридическом факультете Московского университета, курс которого окончил в 1860 году со степенью кандидата прав. По окончании университета начал службу по Министерству юстиции кандидатом на должность судебного следователя при Пензенской палате уголовного суда. В 1863 году был утверждён директором Пензенского губернского тюремного комитета, а в следующем году назначен пензенским губернским уголовных дел стряпчим. В 1866 году был назначен членом Калужского окружного суда. В 1869 году утверждён в звании директора Калужского тюремного комитета. В 1870 году назначен товарищем председателя Симбирского окружного суда, а в 1871 году перемещён на ту же должность в Пензу, где с 1874 года состоял председателем окружного суда. В 1879 году назначен председателем департамента Саратовской судебной палаты, а в 1883 году — Санкт-Петербургской судебной палаты.
27 марта 1885 года был назначен к присутствованию в Гражданском кассационном департаменте Сената, с производством в тайные советники. Состоял первоприсутствующим в том же департаменте. Между прочим, приглашенный в муравьевскую комиссию по пересмотру законоположений о судебной части, Н. Н. Мясоедов был одним из трех её членов, которые отстаивали неприкосновенность основных идей судебной реформы Александра II. 1 января 1903 года пожалован в действительные тайные советники.
Скончался 28 сентября (11 октября) 1908 года. Похоронен на Смоленском православном кладбище.
Был женат на дворянской девице Софии Андреевне Карачаровой (10.01.1843 – 17.04.1909), имел пять сыновей и одну дочь.

## Награды
- Орден Святого Владимира 3-й степени (1881)
- Орден Святого Станислава 1-й степени (1883)
- Орден Святой Анны 1-й степени (1885)
- Орден Святого Владимира 2-й степени (1889)
- Орден Святого Александра Невского (1 января 1900)